# Latina (stad)
Latina is een stad in Lazio, Italië, ongeveer vijftig kilometer ten zuiden van Rome. Het is de hoofdstad van de gelijknamige provincie.
Latina, gelegen op enkele kilometers van de Tyrreense Zee is met 110.000 inwoners de tweede stad van Lazio (Rome is de eerste). Het is tevens een van de jongste steden van Italië. Ze werd in 1932, in het kader van de drooglegging van de Pontijnse moerassen door de fascisten gesticht onder de fascistoïde naam Littoria, en in 1946 omgedoopt tot Latina. Het stratenplan van de stad lijkt op een achthoekig spinnenweb. De architectuur herinnert aan het fascisme, zo is het centrale schoolgebouw van boven bezien gebouwd in de vorm van een M. Bedoeling was om met de volgende gebouwen de naam Mussolini te schrijven. Inmiddels is Latina een industrieel centrum, met farmacie als belangrijkste tak.
De stad is de zetel van het rooms-katholieke bisdom Latina-Terracina-Sezze-Priverno.

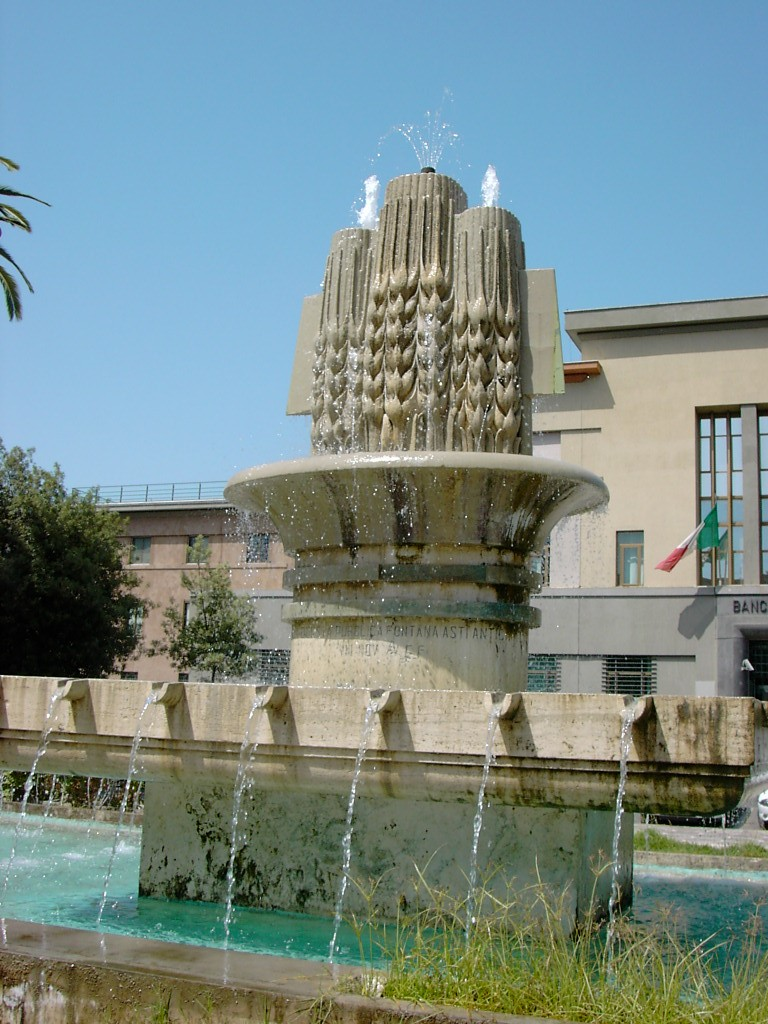
Fontein op Piazza Prefettura

## Demografie
Latina telt ongeveer 47708 huishoudens. Het aantal inwoners steeg in de periode 1991-2001 met 1,6% volgens cijfers uit de tienjaarlijkse volkstellingen van ISTAT.
| Jaar | Inwoneraantal |
| ---- | ------------- |
| 1991 | 106.203       |
| 2001 | 107.898       |

## Geografie
De gemeente ligt op ongeveer 21 m boven zeeniveau.
Latina grenst aan de volgende gemeenten: Aprilia, Cisterna di Latina, Nettuno (RM), Pontinia, Sabaudia, Sermoneta, Sezze.

## Museum
De Galleria Civica d’Arte Moderna e Contemporanea di Latina is een museum voor hedendaagse en bevat schilderijen en beeldhouwwerken

## Sport
US Latina Calcio is de professionele voetbalploeg van Latina en speelt in het Stadio Domenico Francioni.

## Geboren
- Antonio Pennacchi (1950), schrijver
- Fabrizio Donato (1976), atleet
- Tiziano Ferro (1980), zanger
- Mara Santangelo (1981), tennisster
- Nunzio Daniele Lombardi (1988), golfprofessional
- Marco Menichini (1990), zanger
- Mattia Perin (1992), voetballer